# Comité Olímpico Nacional Marroquí
El Comité Olímpico marroquí (en árabe: اللجنة الأولمبية الوطنية المغربية‎: en árabe: اللجنة الأولمبية الوطنية المغربية‎, abreviado como CNOM) es una organización sin ánimo de lucro que sirve como el Comité Olímpico Nacional de Marruecos.en árabe: اللجنة الأولمبية الوطنية المغربية‎. Fue creado en 1959 y reconocido por el Comité Olímpico Internacional (IOC) ese mismo año.

## Presidentes
| Presidente            | Plazo         |
| --------------------- | ------------- |
| Hassan II             | 1959-1965     |
| Mohammed Benjelloun   | 1965-1973     |
| Hassan Sefrioui       | 1973-1977     |
| Mohammed Tahiri Jouti | 1977-1978     |
| Mehdi Belmejdoub      | 1978          |
| Rachdi Alami          | 1978-1994     |
| Hassan Sefrioui       | 1994          |
| Housni Benslimane     | 1994-2017     |
| Faïçal Laraïchi       | 2017-presente |

## Comité ejecutivo
- Presidente: Faïçal Laraïchi
- Vicepresidentes: Kamal Lahlou, Fouzi Lekjaa, Abdeslam Ahizoune
- Secretario General: Mamoun Belabes
- Tesorero: Omar Bilali
- Miembros: Jawad Belhadj, Tahar Boujouala, Mohammed Belmahi, Youssef Fathi et Abdelatif Idmahama